# 畔柳二美

1957年

畔柳 二美（くろやなぎ ふみ、1912年（明治45年）1月14日 - 1965年（昭和40年）1月13日）は、日本の小説家。北海道千歳市生まれ、1928年に北海高等女学校卒業。

## 来歴
旧姓遠藤。北海道千歳郡千歳村（現・千歳市字水明郷）の王子製紙株式会社千歳第一発電所の社宅に、発電所技師であった父遠藤彌次郎、母サキの次女として生まれている。姉八重、弟彌弘、満、實の五人姉弟であった。
1918年（大正7年）発電所内の私立小学校に入学したが、1年程で発電所の勤務が北海道虻田郡狩太村（現在のニセコ町）に移って、狩太尋常小学校に転校し1924年（大正13年）3月卒業、同年4月に札幌市の北海高等女学校に入学している。そして4年制だった同校を1928年3月に満16歳で卒業したのであるが、「姉妹」はこの頃の彼女自身の自伝的要素が色濃く滲んだ世界で構成されている。
　
女学校在学中から文学に深く親しみ、佐多稲子（当時は窪川稲子）の「キャラメル工場から」に深く感銘を受けファンレターを送ったのが切っ掛けとなって文通が始まり、日本プロレタリア文化連盟（コップ）発行の『働く婦人』を読むように勧められている。1932年（昭和7年）20歳の頃であった。
1933年（昭和8年）3月にマリー・ルイズ美容学校に通うため上京して東京生活が始まり、窪川稲子にも面識を得るようになった。しばらく付合ううちに稲子は二美の人柄に好感を持って、作家仲間の結婚相手にと考えたこともあったようだが、彼女には1935年（昭和10年）頃に知り合った東京帝国大学法科学生の畔柳貞造がいて、1936年（昭和11年）に結婚して畔柳姓になる。
大学を卒業した夫の勤め先が阪神電鉄であったから、1937年（昭和12年）4月からの新婚生活は関西で始まっている。当初は尼崎市出屋敷に新居を構えたが翌1938年5月には兵庫県武庫郡瓦木村（現在の西宮市甲子園口）に移り、敗戦後の1948年11月に戦争未亡人となって再び上京するまでこの地に住んだ。
1942年（昭和17年）4月、貞造は召集を受けて陸軍に入隊、やがて中国大陸からフィリピンに転戦して1945年（昭和20年）1月にレイテ島で戦死するが、その公報が二美に届いたのは1948年（昭和23年）3月になってからであった。
戦争未亡人の絶望、悲哀は、後に短篇小説「限りなき困惑」「川音」に結実することになる。この二作品は1951年（昭和26年）の芥川賞候補にのぼっている。
1946年（昭和21年）秋頃より佐多稲子との文通を再開、小説の習作を送り指導を仰ぐようになった。1948年4月頃、短篇小説「夫婦とは」が佐多の評価を受けて、その推薦のもとに『女人芸術』に掲載され、佐多の熱心な勧めもあって1948年11月に再上京して武蔵野市吉祥寺に移る。
1949年（昭和24年）1月発行の『女人芸術』に掲載された処女作「夫婦とは」は、鋭利な筆法で民主主義新憲法下での夫婦生活を諷刺した好短篇で、当時朝日新聞の大阪本社学芸部にいた澤野久雄が、署名入りの好意的な書評を夕刊囲み欄に寄せている。
「一年に一作発表の心細い作家稼業」と自嘲していたが、1950年（昭和25年）2月『人間』に「銀夫妻の歌」、1951年（昭和26年）七月同じく『人間』に「限りなき困惑」、同年8月『文芸』に「川音」などを発表している。これら一連の作品は、少女時代より正義感が強く世の中の不条理や矛盾に敏感に反応してきた畔柳の、いわば「抵抗の文学」ともいえる作品群であった。
1953年（昭和28年）になって、親しく交際していた佐々木基一から、評論ばかりの堅苦しい『近代文学』に、女流作家の小説を載せて柔らかくしたいので書いてみないかとの誘いを受け、7月号に「姉妹」を発表している。気楽な気持で書いたというこの作品が好評だったので続篇を書くように要請され、翌年の二月号まで飛び飛びではあるが計四回の連載作品となった。連載中から出版社の編集者の目にも留まり、佐多稲子からの口添えもあって1954年（昭和29年）6月に講談社から単行本として出版された。
「姉妹」は北海道の山の中の発電所に育った二人の女学生、姉圭子と妹俊子を中心にして、大正末期から昭和の初めにかけての世相や生活が、生き生きとした文章で綴られている。そして快活で鋭い感受性を持ち、人生や社会の不条理や矛盾に精一杯反撥抵抗する妹俊子の性格と行動は、作者その人を髣髴とさせ、1954年度の毎日出版文化賞を受賞した。作者自身は全く思い掛けないことだったようで、受賞の知らせを伝えられたとき、「それは出版社が貰う賞なんでしょう」と他人事のような顔をしていたという。1955年4月に、独立映画制作中央映画配給により、家城巳代治監督、新藤兼人・家城脚本、野添ひとみ・中原ひとみ主演の映画「姉妹」が、全国の松竹系映画館で封切られている。
編集者の註文が殺到して経済的にも余裕が生じ、1956年7月中野区野方に手頃な新居を建てることも出来た。しかし仕事を消化するのに夜昼を取り違える生活が続くようになり、いつしか執筆の無理が積もりに積もっていたのだったか、晩年のほぼ二年間は体の不調をしきりに訴えるようになっていて、1964年9月に東京大学附属病院木本外科に入院手術を受けたのだが、すでに手遅れの腹部癌で、1965年（昭和40年）1月13日に野方の自宅で亡くなった。明日が53歳の誕生日という前日のことであった。
畔柳二美は「姉妹」「こぶしの花の咲く頃」「風と雲と」「大阪の風」「白い道」「ポプラ並木は何を見た」ほかの長篇小説、「山の子供」「深夜の小駅」「青いりんごのふるさと」ほかの短篇小説集、そして随筆集一冊、外国小説の翻訳書一冊の、合計18冊の著書を残している。
「姉妹」やその続篇「こぶしの花の咲く頃」、ならびに「青いりんごのふるさと」や「ポプラ並木は何を見た」などは、作者が生まれて少女時代を過ごした大正から昭和初期の頃の、北海道の自然や人々の生活が舞台になっている、いわば「姉妹」の延長線上の作品群といえる。それなりに社会や人生への鋭い観察や批判も含まれ、成長期の少年少女たちの撥剌とした生態が爽やかな印象を与えてくれる。けれども文学少女の頃より、ゴーリキーやチェーホフ、あるいはドストエフスキーやゴーゴリのロシア文学や、我が国のプロレタリア文学に親しんだ畔柳が、やはり本当に書きたかったのは佐多稲子が評した「『限りなき困惑』級の作品」だったように信ずる。「限りなき困惑」や「川音」を佐々木基一は戦争未亡人小説と名付けているが、人々の生活や幸福を破滅させる邪悪な政治とか戦争にたいして異議を唱える「抵抗の文学」を、畔柳二美にはもっともっと書き進めてもらいたかった。けれどもその余裕を得られることもなく、余りにも早過ぎる死によって可能性は永久に断ち切られることになったのである。
戦後、新日本文学会に所属し、1951年、「限りなき困惑」、「川音」で芥川賞候補となる。1954年、『姉妹』で毎日出版文化賞受賞、同作品は映画化もされ、代表作となる。1976年、NHKの少年ドラマにもなった。作家の中野武彦とは事実上の夫婦関係にあった。作風は平明なリアリズムで、新書版のブックス、児童向けのものも多いが、根強いファンがいる。

## 著作
- 『姉妹』大日本雄弁会講談社、1954年6月。 NCID BA30261470。全国書誌番号:54007232。
  - 『姉妹』大日本雄弁会講談社〈ミリオン・ブックス〉、1955年5月。 NCID BA53557636。全国書誌番号:55005128。
  - 『姉妹』角川書店〈角川文庫〉、1959年9月。 NCID BN11352184。全国書誌番号:59008108。
  - 『姉妹』講談社、1968年4月。 NCID BA87091541。全国書誌番号:68009250。
  - 『姉妹』岩本唯宏絵、偕成社〈ジュニア版日本文学名作選 55〉、1971年6月。全国書誌番号:45008376。
  - 「姉妹」『女流の開顕』立風書房〈北海道文学全集 第17巻〉、1981年5月。 NCID BN01669038。全国書誌番号:81031648。
  - 『姉妹』尾形明子・長谷川啓監修、ゆまに書房〈戦後の出発と女性文学 第11巻〉、2003年5月。ISBN 9784843309322。 NCID BA62567222。全国書誌番号:20419113。
- 『歳月のかげに』ダヴィッド社、1955年6月。 NCID BN15725793。全国書誌番号:55006100。
- 『限りなき困惑』大日本雄弁会講談社〈ミリオン・ブックス〉、1955年10月。 NCID BN15730578。全国書誌番号:55012310。
- 『随筆集 私の秘密』学風書院、1956年1月。 NCID BN12020576。全国書誌番号:56001461。
- 『山の子供』現代社〈現代新書〉、1956年1月。 NCID BN15734998。全国書誌番号:56004254。
- 『深夜の小駅』現代社〈現代新書〉、1956年9月。 NCID BA87091712。全国書誌番号:56002154。
- 『こぶしの花の咲くころ』大日本雄弁会講談社〈ミリオン・ブックス〉、1956年6月。 NCID BA53546367。全国書誌番号:56009348。
- 『明日はほんとうにくるだろうか』角川書店〈角川小説新書〉、1956年11月。 NCID BN08123757。全国書誌番号:57000334。
- 『青いりんごのふるさと』ひまわり社、1957年4月。 NCID BN15618669。全国書誌番号:57005207。
  - 『青いりんごのふるさと』岩崎ちひろ絵、学習研究社〈少年少女学研文庫 315〉、1970年6月。 NCID BA32305307。全国書誌番号:45001523。
- 『大阪の風』大日本雄弁会講談社〈ロマン・ブックス〉、1957年7月。 NCID BA53547202。全国書誌番号:57007509。
- 『幸福の部屋』東方社、1957年10月。 NCID BN15633028。全国書誌番号:57000164。
- 『青春の希望』パトリア、1957年12月。 NCID BA53547574。全国書誌番号:58002406。
- 『ポプラ並木はなにを見た』大日本雄弁会講談社〈ロマン・ブックス〉、1958年3月。 NCID BA49361889。全国書誌番号:58004205。
- 『風と雲と』講談社、1958年5月。 NCID BN15648819。全国書誌番号:58008203。
- 『遠い道』東方社、1959年8月。 NCID BA53547814。全国書誌番号:59006853。
- 『ひろ子の幸福』松田穰絵、東都書房、1960年4月。 NCID BA82457930。全国書誌番号:45016512。
- 『白い道』中央公論社、1960年4月。 NCID BN15752162。全国書誌番号:60007479。
- 竹内栄美子 編『畔柳二美三篇』イー・ディー・アイ〈EDI叢書 12〉、2005年5月。ISBN 9784901134262。 NCID BA7256316X。全国書誌番号:20788461。

### 翻訳
- オードー『光ほのか・孤児マリー』石田武雄絵、偕成社〈少女世界文学全集 34〉、1964年10月。 NCID BC07270136。全国書誌番号:45035859。
  - オードー『光ほのか・孤児マリー』石田武雄絵、偕成社〈少女世界文学選 15〉、1973年。全国書誌番号:45005985。

## 映画化作品
- 姉妹 (1955)
- こぶしの花の咲く頃 (1956) 原作
- 女中さん日記 (1956) 原作
- 大阪の風 (1958) 原作
- 一本杉はなにを見た (1961) 原作
- 花の才月 (1962) 原作